# Njiva Rakotoharimalala
Njiva Rakotoharimalala (sinh ngày 6 tháng 8 năm 1992) là một tiền vệ bóng đá người Madagascar thi đấu cho Samut Sakhon.
Anh nằm trong top 5 cầu thủ xuất sắc nhất tại Vòng 13 của Giải bóng đá Ngoại hạng Thái Lan theo một bài báo Lưu trữ ngày 3 tháng 5 năm 2018 tại Wayback Machine của FOX Sports Asia.

## Sự nghiệp quốc tế

### Bàn thắng quốc tế
Tỉ số và kết quả liệt kê bàn thắng của Madagascar trước.
| #   | Ngày                 | Địa điểm                                                    | Đối thủ         | Tỉ số | Kết quả | Giải đấu                                    |
| --- | -------------------- | ----------------------------------------------------------- | --------------- | ----- | ------- | ------------------------------------------- |
| 1.  | 20 tháng 5 năm 2015  | Sân vận động Hoàng gia Bafokeng, Phokeng, Nam Phi           | Tanzania        | 1–0   | 2–0     | COSAFA Cup 2015                             |
| 2.  | 10 tháng 10 năm 2015 | Sân vận động Thành phố Mahamasina, Antananarivo, Madagascar | Trung Phi       | 2–0   | 3–0     | Vòng loại World Cup 2018                    |
| 3.  | 13 tháng 11 năm 2015 | Sân vận động Thành phố Mahamasina, Antananarivo, Madagascar | Sénégal         | 2–0   | 2–2     | Vòng loại World Cup 2018                    |
| 4.  | 29 tháng 4 năm 2017  | Sân vận động Quốc gia Bingu, Lilongwe, Malawi               | Malawi          | 1–0   | 1–0     | Vòng loại CAN 2019                          |
| 5.  | 18 tháng 6 năm 2018  | Sân vận động Thành phố Mahamasina, Antananarivo, Madagascar | Mozambique      | 1–1   | 2–2     | Vòng loại CAN 2019                          |
| 6.  | 18 tháng 6 năm 2018  | Sân vận động Thành phố Mahamasina, Antananarivo, Madagascar | Mozambique      | 2–1   | 2–2     | Vòng loại CAN 2019                          |
| 7.  | 16 tháng 10 năm 2018 | Sân vận động Vontovorona, Antananarivo, Madagascar          | Guinea Xích Đạo | 1–0   | 1–0     | Vòng loại CAN 2019                          |
| 8.  | 23 tháng 7 năm 2017  | Sân vận động Zimpeto, Maputo, Mozambique                    | Mozambique      | 2–0   | 2–0     | Vòng loại African Nations Championship 2018 |
| 9.  | 16 tháng 10 năm 2018 | Sân vận động Vontovorona, Antananarivo, Madagascar          | Guinea Xích Đạo | 1–0   | 1–0     | Vòng loại CAN 2019                          |
| 10. | 10 tháng 10 năm 2021 | Sân vận động Thành phố Mahamasina, Antananarivo, Madagascar | CHDC Congo      | 1–0   | 1–0     | Vòng loại World Cup 2022                    |

## Danh hiệu
CNaPS Sport
Vô địch
- THB Champions League: 2014, 2015, 2016